# Франсаскуа
Франсаскуа́ или франкосаскачеванцы (фр. Fransaskois) — франкофоны и франкоканадцы, проживающие в прериях провинции Саскачеван.

Флаг франкосаскачеванцев

## Население
В основном проживают в крупных городах, таких как Реджайна, Саскатун, Принс-Альберт и Мус-Джо. Тем не менее, многие живут в нескольких небольших городках и посёлках, таких как Грейвлборг, Альбертвилл, Дак-Лейк, Зенон-Парк, Бельгард, Понтеикс.

## Права
В соответствии со статьёй 23 хартии прав и свобод франкоязычные жители Саскачевана имеют право управлять своими школами. Совет французских школ имеет 15 образовательных учреждений, расположенных в населённых пунктах с наибольшей концентрацией франсаскуа.
Кроме того, закон о языке Саскачевана позволяет франкоязычным лицам проводить судебное разбирательство на французском языке. Провинциальное правительство может издавать законы на обоих официальных языках Канады, а избранные имеют право говорить на французском языке во время законодательного собрания.